# ۲٬۳-اوکسیدوسکوالن
۲٬۳-اوکسیدوسکوالن (به انگلیسی: 2,3-Oxidosqualene) با فرمول شیمیایی C30H50O یک ترکیب شیمیایی با شناسه پاب‌کم 64802 است. که جرم مولی آن ۴۲۶٫۷۱۷ گرم بر مول می‌باشد. 